# Mellantjärnen (Fellingsbro socken, Västmanland)
Mellantjärnen är en sjö i Lindesbergs kommun i Västmanland och ingår i Norrströms huvudavrinningsområde.